# Leon Bußmann
Leon Bußmann (* 24. März 2006 in Starnberg) ist ein deutscher Eishockeyspieler, der seit 2022 beim Iserlohner EC unter Vertrag steht. Der Stürmer bestritt bislang vier Spiele in der Deutschen Eishockey Liga (DEL).

## Karriere
Nach Anfängen bei den Wanderers Germering kam Leon Bußmann früh in seiner Jugend in die Nachwuchsabteilung des EHC München, in der er in der Saison 2021/22 im Alter von 15 Jahren bereits zu einem Einsatz in der U20-Mannschaft kam. In dieser Spielzeit wurde der Stürmer auch erstmals in eine Nachwuchsnationalmannschaft des Deutschen Eishockey-Bundes berufen und absolvierte vier Länderspiele für die U16-Auswahl. Im Sommer 2022 wechselte er zu den Young Roosters, der Nachwuchsabteilung des Iserlohner EC. Auch dort verbrachte er den Großteil der Saison bereits im U20-Team, mit dem er im Frühjahr 2023 in die Division 1 der Deutschen Nachwuchsliga (DNL) aufstieg. Außerdem kam er in der Saison 2022/23 zu drei Länderspielen für die U17-Nationalmannschaft.
Ab 2023 spielte Bußmann hauptsächlich weiter für das DNL-Team der Roosters, kam per Förderlizenz aber auch zu ersten Einsätzen im Herrenbereich. In der Saison 2023/24 debütierte für den Herner EV in der Oberliga, in der folgenden Spielzeit kam er zehnmal beim Ligakonkurrenten Hammer Eisbären zum Einsatz. Zudem gab er in der Saison 2024/25 auch sein Debüt für das Profiteam der Roosters in der Deutschen Eishockey Liga (DEL), mit dem er bereits die Saisonvorbereitung absolviert hatte. Nach seiner ersten Partie am 24. November 2024 gegen die Eisbären Berlin lief er rund um den Jahreswechsel 2024/25 noch drei weitere Male für das DEL-Team auf.

## Erfolge und Auszeichnungen
- 2023 Aufstieg in die Deutsche Nachwuchsliga (DNL) mit dem Iserlohner EC

## Karrierestatistik
Stand: Ende der Saison 2024/25